# 대한민국 국방부 장관
국방부 장관(國防部 長官)은 대한민국 국방부를 총괄하는 직위로, 국무위원이나 보통 대부분 육해공군 대장 출신의 예비역 군인으로 보한다.

## 임명
- 국무위원 중에서 국무총리의 제청으로 대통령이 임명하며, 국무총리는 해임을 건의할 수 있다.
- 국회는 임명에 대한 인사청문회를 실시한다.

## 역할
- (정부조직법 제7조제1항) 각 행정기관의 장은 소관사무를 통할하고 소속공무원을 지휘·감독한다.
- (정부조직법 제33조제1항) 국방부장관은 국방에 관련된 군정 및 군령과 그 밖에 군사에 관한 사무를 관장한다.
- (국군조직법 제8조) 국방부장관은 대통령의 명을 받아 군사에 관한 사항을 관장하고 합동참모의장과 각군 참모총장을 지휘·감독한다.

## 역대 장관

### 미군정 통위부장
| 정부   | 대수 | 이름           | 출신군종   | 최종 계급 | 임기                            | 비고       |
| ------ | ---- | -------------- | ---------- | --------- | ------------------------------- | ---------- |
| 미군정 | 초대 | 류동열(柳東說) | 대한제국군 | 참령      | 1946년 6월 11일~1948년 8월 15일 | 독립운동가 |

### 국방부 장관
| 정부        | 대수           | 이름                                   | 출신 군종 최종 계급                           | 임기                                                    | 비고 |
| ----------- | -------------- | -------------------------------------- | --------------------------------------------- | ------------------------------------------------------- | --- |
| 제1공화국   | 초대           | 이범석(李範奭)                         | 한국 광복군 (☆☆☆)                             | 1948.8.15~1949.3.20 (217일·7개월 5일)                   | 국무총리 겸직                                                                                             |
| 제1공화국   | 2              | 신성모(申性模)                         | 해군 (☆☆☆)                                    | 1949.3.21~1951.5.5 (775일·2년 1개월 14일)               | - 중화민국 해군 - 상선사관 출신 - 국무총리 서리 겸직                                                      |
| 제1공화국   | 3              | 이기붕(李起鵬)                         | -                                             | 1951.5.7~1952.3.29 (327일·10개월 22일)                  | 이승만 대통령 비서관 출신                                                                                 |
| 제1공화국   | 4              | 신태영(申泰英)                         | 육군 (☆☆☆)                                    | 1952.3.29~1953.6.30 (458일·1년 3개월 1일)               | - 일본 제국 조선군 출신 - 재향군인회 회장 역임                                                            |
| 제1공화국   | 5              | 손원일(孫元一)                         | 해군 (☆☆☆)                                    | 1953.6.30~1956.5.26 (1,061일·2년 10개월 26일)           | 상선사관, 초대 해군참모총장 출신                                                                          |
| 제1공화국   | 6              | 김용우(金用雨)                         |                                               | 1956.5.26~1957.7.6 (406일·1년 1개월 10일)               | 대한적십자사 총재 역임                                                                                    |
| 제1공화국   | 7              | 장석진                                 | 공군 (☆☆☆☆)                                   | 1957.7.16~1960.2.6 (935일·2년 6개월 21일)               | - 내무부 장관 - 3대 공군참모총장 - 국무총리 서리                                                          |
| 제1공화국   | 8              | 이종찬(李鐘贊)                         | 육군 (☆☆☆)                                    | 1960.2.6~1960.8.23 (199일·6개월 17일)                   | 일본 제국 육군 출신                                                                                       |
| 제2공화국   | 9              | 현석호(玄錫虎)                         |                                               | 1960.8.23~9.12 (20일)                                   | 조선총독부 관료 출신                                                                                      |
| 제2공화국   | 10             | 권중돈(權仲敦)                         | 1960.9.12~1961.1.30 (140일·4개월 18일)        | 국회의원 역임                                           | |
| 제2공화국   | 11             | 현석호(玄錫虎)                         | 1961.1.30~5.18 (108일·3개월 18일)             | 조선총독부 관료 출신                                    | |
| 제2공화국   | 12             | 장도영(張都暎)                         | 육군 (☆☆☆)                                    | 1961.5.20~1961.6.6 (17일)                               | 내각수반 겸직                                                                                             |
| 제2공화국   | -              | 신응균(申應均)                         | 육군 (☆☆☆)                                    | 1961.6.6~1961.6.12 (6일)                                | 직무대행                                                                                                  |
| 제2공화국   | 13             | 송요찬(宋堯讚)                         | 육군 (☆☆☆)                                    | 1961.6.12~7.10 (28일)                                   | 내각수반 역임                                                                                             |
| 제2공화국   | 14             | 박병권(朴炳權)                         | 육군 (☆☆☆☆)                                   | 1961.7.10~1963.3.16 (614일·1년 8개월 5일)               | 일본 제국 육군 출신                                                                                       |
| 제2공화국   | 15             | 김성은(金聖恩)                         | 해병대 (☆☆☆)                                  | 1963.3.16~1968.2.27 (1,809일·4년 11개월 11일)           | 재향군인회 회장 역임                                                                                      |
| 제3공화국   | 15             | 김성은(金聖恩)                         | 해병대 (☆☆☆)                                  | 1963.3.16~1968.2.27 (1,809일·4년 11개월 11일)           | 재향군인회 회장 역임                                                                                      |
| 16          | 최영희(崔榮喜) | 육군 (☆☆☆)                             | 1968.2.28~8.5 (159일·5개월 8일)               | 튀르키예 주재 한국 대사 역임                            | |
| 17          | 임충식(任忠植) | 육군 (☆☆☆☆)                            | 1968.8.5~1970.3.10 (582일·1년 7개월 5일)      | 10대 합참의장 출신 국회의원 역임                        | |
| 18          | 정래혁(丁來赫) | 육군 (☆☆☆)                             | 1970.3.10~1971.8.25 (533일·1년 5개월 15일)    | 민주정의당 대표위원 역임                                | |
| 19          | 유재흥(劉載興) | 육군 (☆☆☆)                             | 1971.8.25~1973.12.3 (831일·2년 3개월 8일)     | - 3대 함동참모의장 출신 - 대한석유공사 사장 역임        | |
| 19          | 유재흥(劉載興) | 육군 (☆☆☆)                             | 1971.8.25~1973.12.3 (831일·2년 3개월 8일)     | - 3대 함동참모의장 출신 - 대한석유공사 사장 역임        | 제4공화국                                                                                                 |
| 20          | 서종철(徐鐘喆) | 육군 (☆☆☆☆)                            | 1973.12.3~1977.12.20 (1,478일·4년 17일)       | KBO 명예총재                                            | |
| 21          | 노재현(盧載鉉) | 육군 (☆☆☆☆)                            | 1977.12.20~1979.12.14 (724일·1년 11개월 24일) | - 제14대 합동참모의장 출신 - 한국화학연구소 이사장      | |
| 22          | 주영복(周永福) | 공군 (☆☆☆☆)                            | 1979.12.14~1982.5.21 (889일·2년 5개월 7일)    | - 22대 공군참모총장 출신 - 내무부장관 역임              | |
| 22          | 주영복(周永福) | 공군 (☆☆☆☆)                            | 1979.12.14~1982.5.21 (889일·2년 5개월 7일)    | - 22대 공군참모총장 출신 - 내무부장관 역임              | 제5공화국                                                                                                 |
| 23          | 윤성민(尹誠敏) | 육군 (☆☆☆☆)                            | 1982.5.21~1986.1.8 (1,328일·3년 7개월 18일)   | - 17대 합동참모의장 출신 - 대한석유개발공사 이사장 역임 | |
| 24          | 이기백(李基百) | 육군 (☆☆☆☆)                            | 1986.1.8~1987.7.14 (552일·1년 6개월 6일)      | - 19대 합동참모의장 출신 - 한나라당 특임고문 역임       | |
| 25          | 정호용(鄭鎬溶) | 육군 (☆☆☆☆)                            | 1987.7.14~1988.2.25 (226일·7개월 11일)        | 12.12 군사반란 가담자                                   | |
| 노태우 정부 | 26             | 육군 (☆☆☆☆)                            | 오자복(吳滋福)                                | 1988.2.25~1988.12.4 (283일·9개월 9일)                   | 갑종장교 출신                                                                                             |
| 노태우 정부 | 27             | 육군 (☆☆☆☆)                            | 이상훈(李相薰)                                | 1988.12.4~1990.10.8 (673일·1년 10개월 4일)              | 대한민국재향군인회 회장 역임                                                                              |
| 노태우 정부 | 28             | 육군 (☆☆☆☆)                            | 이종구(李鍾九)                                | 1990.10.8~1991.12.20 (438일·1년 2개월 12일)             | 중앙대학교 초빙교수 역임                                                                                  |
| 노태우 정부 | 29             | 육군 (☆☆☆☆)                            | 최세창(崔世昌)                                | 1991.12.20~1993.2.26 (434일·1년 2개월 6일)              | - 22대 합참의장 출신 - 12.12 군사반란 가담자                                                              |
| 김영삼 정부 | 30             | 육군 (☆☆☆☆)                            | 권영해(權寧海)                                | 1993.2.26~12.22 (299일·9개월 26일)                      | - 국방부 차관 출신 - 국가안전기획부장(현 국가정보원장) 역임                                               |
| 김영삼 정부 | 31             | 육군 (☆☆☆☆)                            | 이병태(李炳台)                                | 1993.12.22~1994.12.24 (367일·1년 2일)                   | |
| 김영삼 정부 | 32             | 이양호(李養鎬)                         | 공군 (☆☆☆☆)                                   | 1994.12.24~1996.10.18 (664일·1년 9개월 24일)            | - 해병대 공군비행학교 습격사건 - 당시 공군비행학교 당직사령(대위) - 21대 공군참모총장, 25대 합참의장 출신 |
| 김영삼 정부 | 33             | 김동진(金東鎭)                         | 육군 (☆☆☆☆)                                   | 1996.10.18~1998.3.3 (501일·1년 4개월 13일)              | - 26대 합참의장 출신 - 자유민주연합 당무위원 역임                                                         |
| 김대중 정부 | 34             | 천용택(千容宅)                         | 육군 (☆☆☆)                                    | 1998.3.3~1999.5.24 (447일·1년 2개월 21일)               | 국회의원, 국가정보원장 역임                                                                               |
| 김대중 정부 | 35             | 조성태(趙成台)                         | 육군 (☆☆☆☆)                                   | 1999.5.24~2001.3.26 (672일·1년 10개월 2일)              | 국회의원 역임                                                                                             |
| 김대중 정부 | 36             | 김동신(金東信)                         | 육군 (☆☆☆☆)                                   | 2001.3.26~2002.7.12 (473일·1년 3개월 16일)              | - 33대 육군참모총장 출신 - 재단법인 한미동맹재단 고문 역임                                                |
| 김대중 정부 | 37             | 이준(李俊)                             | 육군 (☆☆☆☆)                                   | 2002.7.12~2003.2.27 (230일·7개월 15일)                  | 한양대학교 초빙교수 역임                                                                                  |
| 노무현 정부 | 38             | 조영길(曺永吉)                         | 육군 (☆☆☆☆)                                   | 2003.2.27~2004.7.29 (518일·1년 5개월 2일)               | 29대 합동참모의장 출신                                                                                    |
| 노무현 정부 | 39             | 윤광웅(尹光雄)                         | 해군 (☆☆☆)                                    | 2004.7.29~2006.11.24 (848일·2년 3개월 26일)             | |
| 노무현 정부 | 40             | 김장수(金章洙)                         | 육군 (☆☆☆☆)                                   | 2006.11.24~2008.2.29 (462일·1년 3개월 5일)              | - 37대 육군참모총장 출신 - 국회의원, 주중대사 역임                                                        |
| 이명박 정부 | 41             | 이상희(李相憙)                         | 육군 (☆☆☆☆)                                   | 2008.2.29~2009.9.22 (571일·1년 6개월 24일)              | - 32대 합동참모의장 출신 - 한국국가전략원구원 원장 역임                                                   |
| 이명박 정부 | 42             | 김태영(金泰榮)                         | 육군 (☆☆☆☆)                                   | 2009.9.23~2010.12.4 (437일·1년 2개월 11일)              | - 34대 합참의장 출신 - 자유한국당 전임고문 역임                                                           |
| 이명박 정부 | 43             | 김관진(金寬鎭)                         | 육군 (☆☆☆☆)                                   | 2010.12.4~2014.6.29 (1,303일·3년 6개월 25일)            | - 33대 합참의장 출신 - 국가안보실장 역임                                                                  |
| 박근혜 정부 | 43             | 김관진(金寬鎭)                         | 육군 (☆☆☆☆)                                   | 2010.12.4~2014.6.29 (1,303일·3년 6개월 25일)            | - 33대 합참의장 출신 - 국가안보실장 역임                                                                  |
| 44          | 한민구(韓民求) | 2014.6.30~2017.7.13 (1,109일·3년 13일) | 육군 (☆☆☆☆)                                   | - 36대 합참의장 출신 - 40대 육군참모총장 출신           | |
| 문재인 정부 | 45             | 송영무(宋永武)                         | 해군 (☆☆☆☆)                                   | 2017.7.13~2018.9.21 (435일·1년 2개월 8일)               | - 27대 해군참모총장 출신 - 더불어민주당 당무위원 겸 안보자문위원 역임                                     |
| 문재인 정부 | 46             | 정경두(鄭景斗)                         | 공군 (☆☆☆☆)                                   | 2018.9.21~2020.9.18 (728일·1년 11개월 28일)             | - 35대 공군참모총장 - 40대 합참의장 출신                                                                  |
| 문재인 정부 | 47             | 서욱(徐旭)                             | 육군 (☆☆☆☆)                                   | 2020.9.18~2022.5.11 (600일·1년 7개월 23일)              | 48대 육군참모총장 출신                                                                                    |
| 윤석열 정부 | 48             | 이종섭(李鐘燮)                         | 육군 (☆☆☆)                                    | 2022.5.11~2023.10.7 (514일·1년 4개월 26일)              | 합동참모차장 출신                                                                                         |
| 윤석열 정부 | 49             | 신원식(申源湜)                         | 육군 (☆☆☆)                                    | 2023.10.7~2024.9.6 (335일·10개월 30일)                  | 합동참모차장 출신 국회의원(비례대표) 역임 국가안보실장 현재 역임                                          |
| 윤석열 정부 | 50             | 김용현(金龍顯)                         | 육군 (☆☆☆)                                    | 2024.9.6~12.5 (90일·2개월 29일)                         | 합동참모본부 작전본부장 출신 대통령경호처장 역임                                                          |
| 윤석열 정부 | 직무대리       | 김선호(金善鎬)                         | 육군 (☆☆☆)                                    | 2024.12.5~2025.6.26 (203일·6개월 21일)                  | - 수도방위사령관 출신 - 국방부 차관                                                                       |
| 이재명 정부 | 직무대리       | 이두희(李斗熙)                         | 육군 (☆☆☆)                                    | 2025.6.26~2025.7.25                                     | 미사일전략사령관 국방부 차관                                                                              |
| 이재명 정부 | 51             | 안규백(安圭伯)                         | 민간                                          | 2025.7.25~                                              | 국회의원 겸임                                                                                             |

## 같이 보기
- 국방부
- 국방부 차관